# Salem (Massachusetts)
Salem è una città degli Stati Uniti d'America, capoluogo assieme a Lawrence della contea di Essex nello Stato del Massachusetts. Si affaccia sulla baia del Massachusetts.
La città è stata resa famosa dal processo alle streghe del 1692, dai film Hocus Pocus (1993), Hocus Pocus 2 (2022), La seduzione del male (1996) e Le streghe di Salem (2012), dal videogioco Murdered: Soul Suspect (2014), dai romanzi di Nathaniel Hawthorne (La lettera scarlatta), nato proprio a Salem, e dal drammaturgo Arthur Miller (con l'opera teatrale Il crogiuolo) e anche dell'episodio di The Scooby Doo Show "Le Streghe di Salem".

## Storia

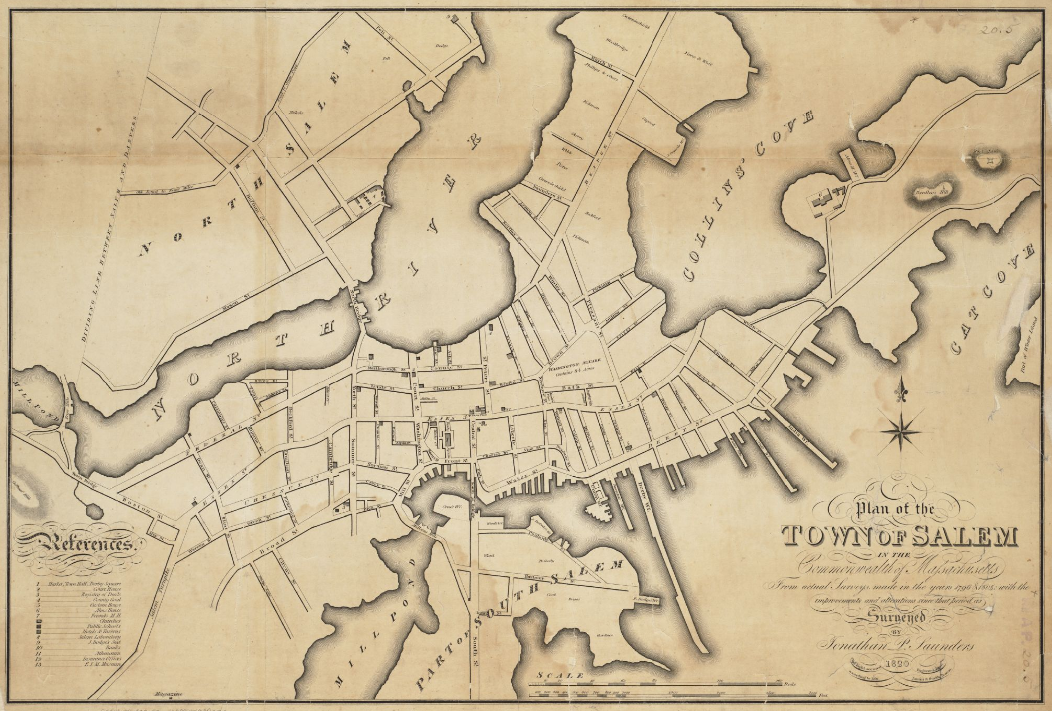
Mappa di Salem (1820)

Salem si trova alla foce del fiume Naumkeag, vicino al sito di un precedente villaggio e snodo commerciale di nativi americani. I coloni si stabilirono nell'area nel 1626, quando una compagnia di pescatori arrivò da Cape Ann guidata da Roger Conant. Sotto la guida di Conant la colonia godette la stabilità necessaria per sopravvivere ai primi due anni, ma la Compagnia della Baia del Massachusetts inviò John Endecott per sostituirlo. Conant si fece da parte e gli furono concessi 200 acri (0,81 km²) di terra come compenso. I "nuovi coltivatori" (New Planters) e i "vecchi coltivatori" (Old Planters) accettarono di cooperare, in gran parte grazie alla diplomazia di Conant ed Endecott. In riconoscimento di questa transizione pacifica, il nome dell'insediamento fu cambiato in Salem, il nome ellenizzato di "Shalem" (שָׁלֵם), la città reale di Melchisedec, tradizionalmente identificata con Gerusalemme.
Nel 1629 la Compagnia della Baia del Massachusetts si costituì in Colonia, con Matthew Craddock come governatore a Londra e Endecott come governatore nella colonia. John Winthrop fu eletto governatore alla fine del 1629 e arrivò con la sua flotta nel 1630, uno dei tanti eventi che diedero inizio alla "grande migrazione puritana".
Nel 1639 Endecott fu uno dei firmatari del contratto di costruzione per l'ampliamento dell'edificio delle riunioni in Town House Square per creare la prima chiesa di Salem. Il relativo documento è conservato nel municipio di Salem. Samuel Skelton fu il primo pastore della First Church of Salem, che è la prima chiesa puritana in America. Endecott aveva già una stretta relazione con Skelton, essendo stato convertito da lui, e Endecott lo considerava il suo padre spirituale.
Il porto di Salem era protetto dal fortino Miller a Marblehead dal 1632 al 1865 e dal fortino Pickering a Winter Island dal 1643 al 1865.
Uno degli aspetti più conosciuti di Salem è la sua storia di accuse di stregoneria iniziata con Abigail Williams, Betty Parris e i loro amici che giocavano con uno specchio e un uovo. I famigerati processi alle streghe di Salem iniziarono nel 1692 e 19 persone furono giustiziate per impiccagione a seguito delle false accuse; Giles Corey fu giustiziato per schiacciamento per essersi rifiutato di dichiararsi innocente o colpevole, evitando così il cappio e morendo invece da innocente. Salem è anche significativa nella storia del diritto come luogo del processo a Dorothy Talbye, in cui una donna malata di mente fu impiccata per aver ucciso sua figlia: il Massachusetts all'epoca non faceva distinzione tra pazzia e comportamento criminale.
William Hathorne era un prospero uomo d'affari nella Salem dei primi anni e divenne uno dei suoi cittadini più in vista. Condusse le truppe alla vittoria nella guerra di re Filippo, prestò servizio come magistrato nella più alta corte e fu scelto come primo presidente (speaker) della Camera dei deputati. Era uno zelante sostenitore dei diritti personali degli uomini liberi, in contrasto con gli emissari e gli agenti del re. Suo figlio, il giudice John Hathorne, divenne famoso alla fine del XVII secolo, quando la stregoneria era un grave crimine. Il giudice Hathorne è il più noto dei giudici del processo alle streghe, e divenne noto come il "giudice impiccante" per aver condannato a morte le streghe accusate.

### Rivoluzione americana
Il 26 febbraio 1775 i rivoluzionari alzarono il ponte levatoio sul fiume North su North Street, impedendo al colonnello britannico Alexander Leslie e ai suoi 300 soldati del 64º reggimento fanteria di sequestrare scorte e munizioni nascoste a North Salem. Le due parti giunsero a un accordo e quel giorno non fu versato sangue, ma subito dopo scoppiò la guerra con la battaglia di Lexington. Un gruppo di importanti commercianti con legami con Salem pubblicò una dichiarazione che smentiva quelle che alcuni avevano interpretato come tendenze lealiste verso la corona britannica, e professava la loro dedizione alla causa americana.
Durante la guerra d'indipendenza americana la città divenne un centro della pirateria. La documentazione è incompleta, ma in quel periodo furono concesse circa 1.700 lettere di corsa, emesse per singoli viaggi. Quasi 800 navi furono commissionate come corsare e si ritiene che abbiano catturato o distrutto circa 600 navi britanniche. La pirateria riprese durante la guerra del 1812.

### Commercio con il Pacifico e l'Africa
Dopo la rivoluzione americana, molte navi usate come corsare erano troppo grandi per i brevi viaggi del commercio costiero e i loro proprietari decisero di aprire nuove vie di commercio verso paesi lontani. I giovani della città, freschi di servizio sulle navi da guerra di Salem, erano ansiosi di imbarcarsi in simili imprese. Il capitano Nathaniel Silsbee, il suo primo ufficiale Charles Derby e il secondo ufficiale Richard J. Cleveland non avevano ancora vent'anni quando salparono per un viaggio di diciannove mesi, forse il primo dall'America da poco indipendente, verso le Indie orientali. Nel 1795 il capitano Jonathan Carnes salpò per Sumatra, nell'arcipelago malese, per un viaggio segreto alla ricerca di pepe nero; di lui non si seppe nulla fino a diciotto mesi dopo, quando entrò con un carico di pepe in gran quantità, il primo ad essere stato così importato nel paese, e venduto con lo straordinario guadagno del settecento per cento. L'Empress of China (Imperatrice di Cina), un tempo nave corsara, fu riadattata come la prima nave americana a salpare da New York per la Cina. Nel 1790 Salem era diventata la sesta città più grande del paese e un porto di fama mondiale, in particolare nel commercio con la Cina, oltre all'esportazione di merluzzo in Europa e nelle Indie occidentali, all'importazione di zucchero e melassa dalle Indie occidentali, tè dalla Cina e altri prodotti dalle Indie Orientali, in particolare il pepe di Sumatra, raffigurato anche sul sigillo della città. Le navi di Salem toccavano anche l'Africa, in particolare Zanzibar, la Russia, il Giappone e l'Australia.
La neutralità degli Stati Uniti fu messa alla prova durante le guerre napoleoniche. Dopo il caso Chesapeake-Leopard, il presidente Thomas Jefferson dovette prendere una decisione riguardo alla situazione in questione. Alla fine, scelse un'opzione economica: la legge detta Embargo Act del 1807. Jefferson sostanzialmente chiuse tutti i porti dall'oggi al domani, mettendo un freno alla città portuale di Salem. L'embargo del 1807 fu il punto di partenza del cammino verso la guerra del 1812 con la Gran Bretagna. Sia la Gran Bretagna che la Francia imposero restrizioni commerciali per indebolire le rispettive economie. Ciò ebbe anche l'effetto di interrompere il commercio con l'America e di rendere difficile la neutralità degli Stati Uniti. Col passare del tempo aumentarono gli episodi ostili verso navi americane da parte della Marina britannica, tra cui arruolamenti forzati dei marinai e sequestri delle merci.
Charles Endicott, comandante del mercantile Friendship of Salem, tornò nel 1831 per riferire che i nativi di Sumatra avevano saccheggiato la sua nave, uccidendo il primo ufficiale e due membri dell'equipaggio. In seguito alla protesta pubblica, il presidente Andrew Jackson spedì la fregata Potomac nella cosiddetta prima spedizione di Sumatra, che partì da New York il 19 agosto 1831.
Il diplomatico Edmund Roberts negoziò un trattato con Sa'id bin Sultan, sultano di Muscat e Oman, il 21 settembre 1833. Nel 1837 il sultano trasferì la sua residenza principale a Zanzibar e accolse il cittadino di Salem Richard Waters come console degli Stati Uniti.

### Eredità delle Indie Orientali e del vecchio commercio della Cina
Il periodo del commercio con la Cina ha lasciato un segno significativo in due quartieri storici, quello di Chestnut Street, ora parte del quartiere storico intitolato a Samuel McIntire e contenente 407 edifici, e il Salem Maritime National Historic Site ("Monumento storico nazionale marittimo di Salem"), composto da 12 strutture storiche e circa 9 acri (36000 m²) di terra sul lungomare di Salem. Elias Hasket Derby era uno dei mercanti del dopo rivoluzione più ricchi e celebrati di Salem. Derby era anche il proprietario della Grand Turk, la prima nave della Nuova Inghilterra a commerciare direttamente con la Cina e la seconda a salpare dagli Stati Uniti dopo l'Empress of China.
Salem si costituì come città il 23 marzo 1836 e adottò un sigillo cittadino nel 1839 con il motto latino "Divitis Indiae usque ad ultimum sinum" ("Alle ricche Indie orientali fino all'ultimo porto"). Nathaniel Hawthorne fu sorvegliante del porto di Salem dal 1846 al 1849. Lavorò alle dogane dall'altra parte della strada rispetto al porto, vicino a Pickering Wharf, dove iniziò a scrivere La lettera scarlatta. Nel 1858 fu creato un parco di divertimento a Juniper Point, una penisola che si protendeva nel porto. La prosperità ha lasciato la città con una ricca serie di edifici dall'architettura raffinata, tra cui palazzi in stile Federale progettati da uno dei primi architetti americani, Samuel McIntire, a cui è stato intitolato il più grande quartiere storico della città. Queste case e palazzi ora costituiscono la più grande concentrazione di importanti edifici residenziali anteriori al 1900 negli Stati Uniti.
Il commercio marittimo diminuì durante il XIX secolo. Salem e il suo porto, che tendeva a insabbiarsi, furono messi in crisi dalle vicine Boston e New York. Di conseguenza, la città si volse alla produzione. Tra le sue industrie vi erano concerie, calzaturifici e cotonifici, come la Naumkeag Steam Cotton Company. Più di 400 case furono distrutte durante un grande incendio del 1914, lasciando 3.500 famiglie senzatetto; il complesso storico di architettura federale su Chestnut Street fu tuttavia risparmiato dalla distruzione.

## Il processo alle streghe
Nel villaggio la caccia alle streghe scoppiò nel 1691 dopo che alcune giovani dichiararono d'essere state vittime di un maleficio. Le ragazze, tra cui la figlia e la nipote del reverendo Samuel Parris, Betty e Abigail, erano solite incontrarsi per "prevedere" il loro futuro. Tra loro c'era anche una giovane di nome Sarah Cole che, al processo, dichiarò d'aver visto uno spettro sotto forma di bara, in quella che utilizzavano come sfera (un albume sospeso in un bicchiere pieno d'acqua). Le ragazze cominciarono ad assumere comportamenti strani (bestemmie, stati di trance) e a subire attacchi epilettici.
L'"epidemia" si diffuse a molte altre giovani del paesino e, essendo i medici incapaci di spiegare i fatti, venne dichiarato che le giovani erano vittime di Satana. Vennero arrestate tre donne: la schiava dei Parris, Tituba, una mendicante, Sarah Good, e l'anziana Sarah Osborne. La prima confessò d'essere una strega e aggiunse d'aver incontrato un uomo alto proveniente da Boston che per i giudici era, ovviamente, Satana.
La caccia alle streghe scoppiò in tutto il suo orrore nel 1692, quando fu istituito un vero e proprio tribunale e furono incarcerate e giustiziate 20 persone tra donne, uomini e bambini. Tra questi solo Giles Corey non venne impiccato: l'ottantenne non si lasciò processare, e per tale ragione venne schiacciato sotto lastre di pietra. Morirono ancora 4 persone in carcere.
L'isteria generale si concluse nell'autunno del 1692 e il 12 ottobre 1693 il governatore Phips sciolse "La Corte" (il tribunale creato per processare le streghe) e istituì una Corte di giustizia che, dopo aver preso in esame 52 casi, assolse 49 detenuti e commutò la pena di 3 condannati a morte. Da allora non si è più assistito ad altri processi per stregoneria.

## Base aerea e Guardia nazionale
La base aerea della Guardia Costiera di Salem fu creata il 15 febbraio 1935 quando la Guardia Costiera degli Stati Uniti stabilì una nuova struttura per idrovolanti a Salem perché non c'era spazio per espandere la base aerea di Gloucester a Ten Pound Island. La base aerea della guardia costiera Salem si trovava a Winter Island, un'estensione di Salem Neck che si protende nel porto di Salem. La ricerca e il soccorso, i naufragi e le evacuazioni mediche erano le principali aree di responsabilità della base. Durante il suo primo anno di attività, gli equipaggi di Salem eseguirono 26 evacuazioni mediche.
Durante la seconda guerra mondiale gli equipaggi aerei di Salem effettuarono pattuglie per sorvegliare la neutralità lungo la costa e il parco velivoli della base aerea crebbe fino a raggiungere 37 aerei. Pattuglie antisommergibili venivano effettuate regolarmente. Nell'ottobre 1944 la base aerea di Salem fu ufficialmente designata come la prima base di soccorso aereo marittimo sulla costa orientale. Il Martin PBM Mariner, un residuo della guerra, divenne il principale aereo di soccorso. A metà degli anni 1950 arrivarono gli elicotteri, così come gli aerei anfibi Grumman HU-16 Albatross.
In questo periodo le missioni della base aerea includevano la ricerca e soccorso, servizi di ordine pubblico, il conteggio degli uccelli acquatici migratori per l'US Biological Survey e la fornitura di provviste alle isole bloccate dal ghiaccio.
Le strutture superstiti della base fanno parte del parco marino Winter Island di Salem. Il porto di Salem era abbastanza profondo da ospitare una piattaforma di decollo e atterraggio con tre corsie, offrendo una varietà di direzioni di decollo indipendentemente dalla direzione del vento, a meno che non ci fosse un forte vento costante da est che provocava grandi onde riversantesi nella foce del porto, rendendo difficili le operazioni in acqua. Quando la piattaforma era troppo agitata, gli aerei anfibi di ritorno avrebbero utilizzato l'aeroporto di Beverly. La base aerea di Salem si è trasferita a Capo Cod nel 1970.

### Luogo di nascita della Guardia Nazionale

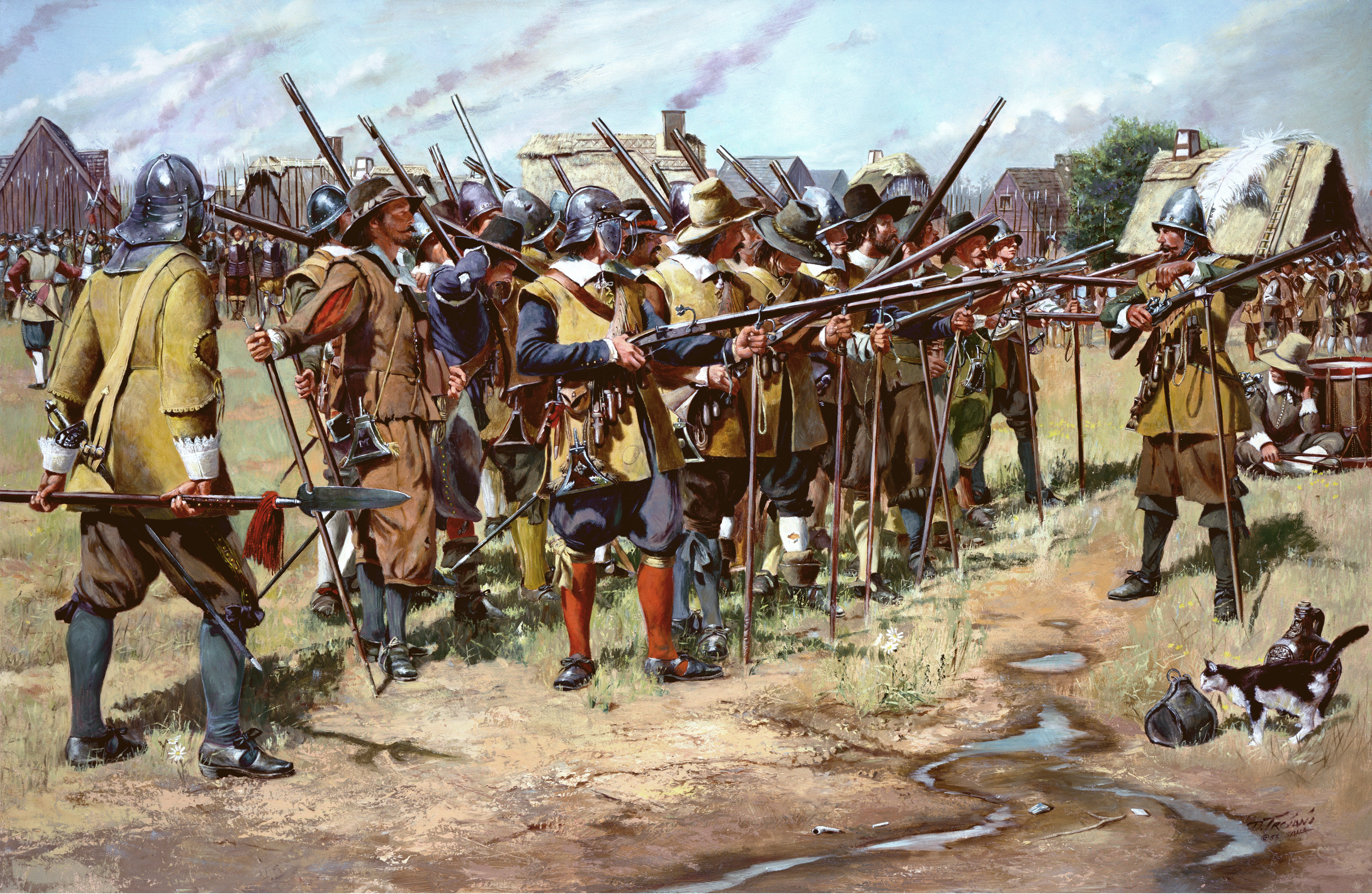
Primo raduno, primavera 1637, colonia della baia del Massachusetts.

Nel 1637 si tenne la prima adunata nel quartiere Salem Common, dove per la prima volta un reggimento di milizie si esercitò per la difesa comune di un'area composta da più comunità, gettando così le basi per quella che divenne l'Army National Guard. Nel 1637 il tribunale generale della Colonia della Baia del Massachusetts dispose l'organizzazione delle compagnie di milizia della colonia in reggimenti nord, sud ed est. I coloni adottarono il sistema della milizia inglese, che obbligava tutti i maschi di età compresa tra i 16 e i 60 anni a possedere armi e partecipare alla difesa della comunità.
Ogni aprile il Secondo Corpo dei Cadetti si riunisce davanti alla chiesa episcopale di San Pietro, dove è sepolto il corpo del loro fondatore, Stephen Abbott. Depongono una ghirlanda, suonano "Taps" e sparano una salva di 21 colpi di cannone. In un'altra commemorazione annuale, i soldati si riuniscono a Old Salem Armory per onorare i soldati uccisi nella battaglia di Lexington. Il 14 aprile 2012 Salem ha celebrato il 375º anniversario della prima adunata a Salem Common, con oltre 1.000 soldati che hanno preso parte a cerimonie e una parata.

## Geografia
Salem si trova nella baia del Massachusetts tra il porto di Salem, che divide la città da gran parte della vicina Marblehead a sud-est, e il porto di Beverly, che divide la città da Beverly insieme al fiume Danvers, che sfocia nel porto.
La città è divisa per le sue caratteristiche naturali in diversi piccoli quartieri. Il quartiere di Salem Neck si trova a nord-est del centro e North Salem si trova a ovest di esso, dall'altra parte del fiume North. South Salem si trova a sud del South River e si trova principalmente lungo le rive del porto di Salem verso sud. Il centro di Salem si trova a 24 km a nord-est di Boston, a 26 km a sud-ovest di Gloucester e Capo Ann e a 31 km a sud-est di Lawrence, l'altro capoluogo della contea di Essex. Salem confina con Beverly a nord, Danvers a nord-ovest, Peabody a ovest, Lynn a sud, Swampscott a sud-est e Marblehead a sud-est. I diritti sull'acqua della città si estendono nella baia del Massachusetts in una fascia compresa tra i diritti sull'acqua di Marblehead e Beverly.

## Infrastrutture e trasporti
Strade
Il collegamento tra Salem e Beverly è realizzato attraverso il fiume Danvers e Beverly Harbour da tre ponti, il Kernwood Bridge a ovest, e un ponte ferroviario e l'Essex Bridge, dalla terra tra Collins Cove e il North River, a est. Non ci sono accessi autostradali all'interno della città; l'accesso autostradale più vicino alla Route 128 è lungo la Route 114 nella vicina Peabody.
Ferrovie
Salem ha una stazione sulla linea Newburyport-Rockport dell'MBTA Commuter Rail. Le linee ferroviarie sono anche collegate a una porzione semi-abbandonata di linee merci che portano a Peabody, e una precedente linea a Marblehead è stata convertita in una pista ciclabile.
Autobus
Diverse linee di autobus MBTA attraversano la città.
Aeroporti
L'aeroporto più vicino è il Beverly Municipal Airport e il servizio di linea aerea commerciale più vicino per i voli nazionali e internazionali è presso il Logan International Airport di Boston.
Traghetto di Salem
Il Nathaniel Bowditch è un catamarano ad alta velocità che viaggia da Salem a Boston in 50 minuti, da maggio a ottobre, e ha compiuto il suo viaggio inaugurale il 22 giugno 2006. Il traghetto di Salem è intitolato a Nathaniel Bowditch, che era di Salem e scrisse l'American Practical Navigator.
Il traghetto è stato acquistato dalla città di Salem con l'utilizzo di fondi sovvenzionati che coprivano il 90% del prezzo di acquisto di 2,1 milioni di dollari.

## Ospedali
North Shore Medical Center (NSMC)
Il North Shore Medical Center (NSMC) si trova a Salem ed è il secondo sistema ospedaliero comunitario più grande del Massachusetts. Offre servizi medici e chirurgici completi e comprende reparti di emergenza, traumatologia, chirurgia cardiaca avanzata e una maternità.
Il Salem NSMC è un ospedale medico e chirurgico generale, che dispone di 395 posti letto.
Il capitano John Bertram (1796-1882) visse a Salem e fu il fondatore dell'ospedale di Salem, in seguito ribattezzato North Shore Medical Center (NSMC). Nel 1873 il capitano John Bertram fece un dono di 25.000 dollari in contanti e di una villa in muratura su Charter Street per creare l'ospedale. Dall'edificio originale su Charter Street, l'ospedale si trasferì nell'attuale posizione su Highland Avenue nel 1917. Dopo la morte di John Bertram nel marzo 1882, la sua vedova donò la loro casa, un palazzo costruito in stile italiano con mattoni e arenaria al 370 di Essex Street, e questa divenne la biblioteca pubblica di Salem.

## Centrale elettrica del porto di Salem

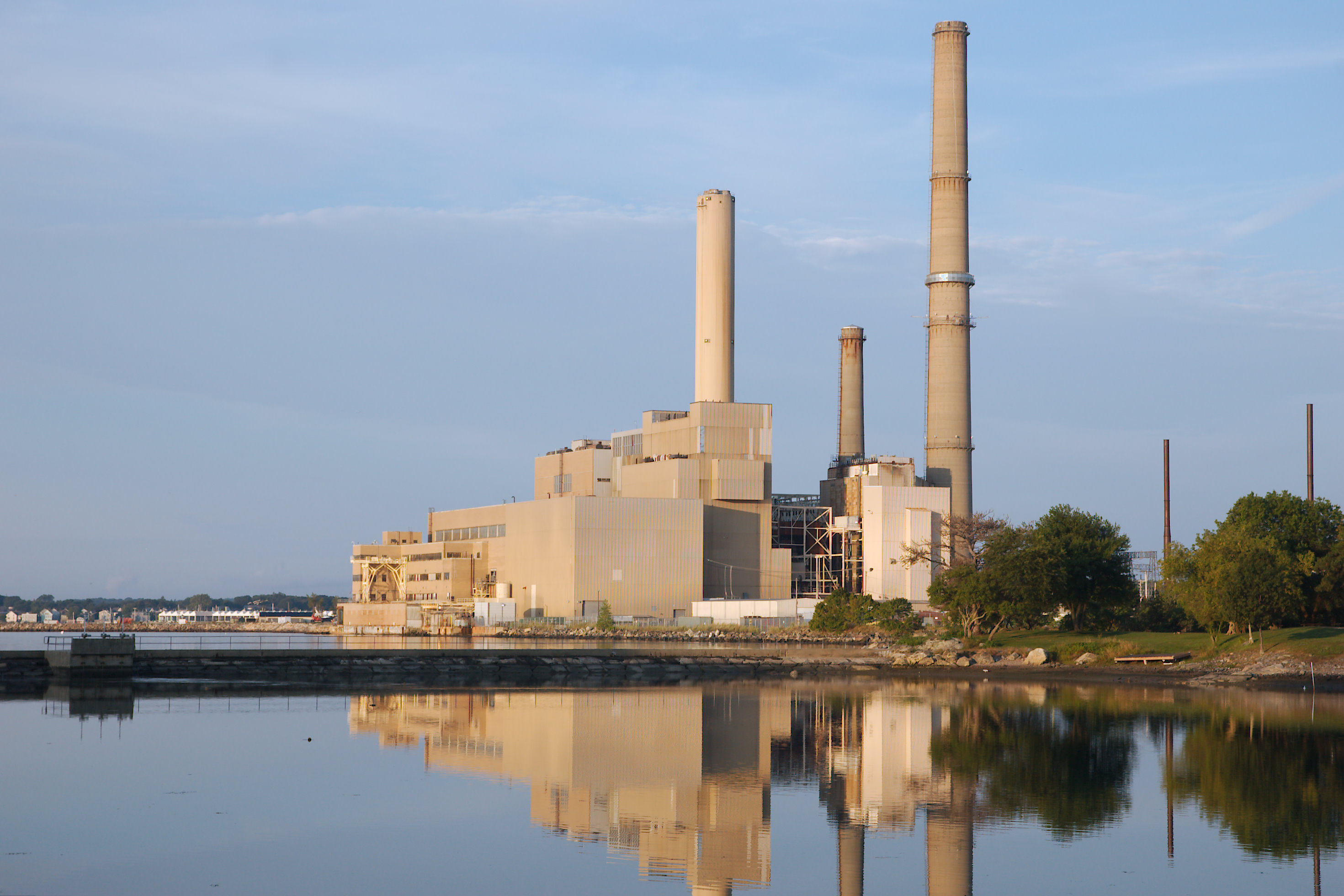
Centrale elettrica di Salem nel 2012

Nel maggio 2011, dopo anni di battaglie legali, proteste e un recente incidente mortale, il proprietario della centrale elettrica di Salem Harbour ha annunciato che avrebbe chiuso definitivamente la struttura. La stazione di Salem Harbor era una centrale elettrica di 60 anni che era di proprietà della Dominion of Virginia. L'impianto a carbone e petrolio di 60 anni ha chiuso nel giugno 2014.
La città di Salem ha ricevuto una sovvenzione di 200.000 dollari dal Clean Energy Center prima della chiusura dell'impianto. Questa sovvenzione in denaro viene utilizzata per pianificare l'eventuale riutilizzo della proprietà. La città di Salem ha contattato funzionari statali e federali per chiedere la loro cooperazione e assistenza nella pianificazione per il futuro e per fornire denaro, nel tentativo di ripulire il sito di 62 acri.

## Società

### Evoluzione demografica
Secondo il censimento del 2010, c'erano 41.340 persone, 19.130 nuclei (composti da una o più persone che vivono nella stessa abitazione e che possono anche non avere legami di famiglia) e 9.708 famiglie (imparentati per nascita, matrimonio o adozione) residenti in città. La densità di popolazione era di 4.986,0 persone per miglio quadrato (1.926,1 / km2). C'erano 18.175 unità abitative con una densità media di 2.242,7 per miglio quadrato (866,3 / km2). La composizione razziale della città era 81,5% bianchi, 4,9% afroamericani, 0,22% nativi americani, 2,6% asiatici, 0,05% isolani del Pacifico, 6,74% da altre razze e 2,47% da due o più razze. Ispanici o latini di qualsiasi razza erano il 15,6% della popolazione (9,1% dominicani, 2,9% portoricani, 0,5% messicani, 0,3% guatemaltechi). I bianchi non ispanici erano il 75,9% della popolazione nel 2010 rispetto al 95,9% nel 1980.
Nella città, la popolazione era distribuita, con il 20,2% sotto i 18 anni, il 10,4% tra i 18 e i 24 anni, il 33,4% tra i 25 e i 44 anni, il 21,9% tra i 45 e i 64 anni e il 14,1% che aveva 65 anni o più. L'età media era di 36 anni. Per ogni 100 femmine vi erano 86,5 maschi. Per ogni 100 donne dai 18 anni in su, c'erano 83,5 maschi.
Il reddito mediano per un nucleo in città era di 44.033 dollari e il reddito mediano per una famiglia era di 55.635 dollari. Il reddito pro capite per la città era di 23.857 dollari. Circa il 6,3% delle famiglie e il 9,7% della popolazione erano al di sotto della soglia di povertà, compreso il 12,2% di quelli di età inferiore a 18 anni e il 7,9% di quelli di età pari o superiore a 65 anni.

## Sistema scolastico
La Salem State University è la più grande delle nove scuole che compongono il sistema universitario statale del Massachusetts (l'Università del Massachusetts è a parte), con 7 500 studenti universitari e 2 500 laureati; i suoi cinque campus si estendono su un terreno di 115 acri (0,47 km²) e comprendono 33 edifici.
L'università è stata fondata nel 1854 come Salem Normal School, per la formazione degli insegnanti, basata sui principi educativi enunciati da Horace Mann, considerato il "padre della pubblica istruzione americana".
La Salem State University ha oltre 10.000 studenti universitari e post-universitari in rappresentanza di 27 stati e 57 paesi stranieri ed è una delle più grandi università statali del Massachusetts. L'università offre anche corsi di formazione continua.
Salem una volta aveva un sistema di scuole cattoliche molto forte. Un tempo sede di quasi una dozzina di scuole, l'ultima scuola della città, la St. Joseph School, ha chiuso nel luglio 2009 dopo oltre 100 anni di istruzione cattolica. James High School, St. Chretienne Academy, St. Chretienne Grammar School e St. Mary's School chiusero nel 1971, St. James Grammar School chiuse nel 1972, St. Thomas the Apostle School chiuse nel 1973, St. Anne School chiuse nel 1976, la St. John the Baptist School è stata chiusa nel 1977 e la St. Joseph High School nel 1980.

## Turismo

### Dimore storiche
La Pickman House, costruita intorno al 1664, confina con il "Memoriale della strega" (Witch Memorial) e il cimitero Burying Point, il secondo luogo di sepoltura più antico degli Stati Uniti.
La Gedney House è una casa museo storica costruita intorno al 1665 ed è la seconda casa più antica di Salem.
Una delle case più famose di Salem è The Witch House (Casa della strega) l'unica struttura di Salem con legami diretti con i processi alle streghe di Salem del 1692. The Witch House è di proprietà e gestita dalla città di Salem come casa museo storica.
Hamilton Hall si trova in Chestnut Street, dove molte grandi dimore possono risalgono al tempo del commercio con la Cina. Hamilton Hall fu costruita nel 1805 da Samuel McIntire ed è considerata una delle sue opere migliori. È stata dichiarata monumento storico nazionale nel 1970.

### Turismo legato alle streghe
Negli ultimi anni il turismo è stato una fonte occasionale di dibattito in città, con alcuni residenti che sostengono che la città dovrebbe minimizzare il turismo legato alle streghe e pubblicizzarsi come un centro culturale più elevato. Nel 2005 le proteste raggiunsero il culmine con i piani della rete televisiva via cavo TV Land per erigere una statua in bronzo di Elizabeth Montgomery, che interpretava la strega Samantha nella serie comica degli anni '60 Vita da strega. Alcuni episodi speciali della serie erano stati effettivamente girati a Salem e TV Land affermò che la statua commemorava il 35º anniversario di quegli episodi. Molti pensavano che la statua fosse molto divertente e adatta a una città che si promuove come "La città strega" e contiene una strada chiamata "Witch Way". Altri si opposero all'uso della proprietà pubblica per quella che era una evidente trovata pubblicitaria.
C'è anche un memoriale per le vittime dei famigerati processi alle streghe a Proctor's Ledge, il luogo delle esecuzioni di quel tempo. Il memoriale è "pensato per essere un luogo di riflessione" per la città, un promemoria che siamo capaci di queste cose.

### Altre attrazioni turistiche
Nel 2000 la replica della Friendship of Salem fu terminata e raggiunse il porto di Salem, dove si trova oggi. La Friendship of Salem è una ricostruzione di una nave mercantile dell'India orientale di 52 metri (171 piedi) a tre alberi, originariamente costruita nel 1797, che viaggiò per il mondo più di una dozzina di volte e tornò a Salem dopo ogni viaggio con merci provenienti da tutto il mondo. L'originale fu sequestrato dagli inglesi durante la guerra del 1812, poi smontato e venduto in pezzi.
La Fame originale era una veloce scuna da pesca trasformata in nave corsara quando scoppiò la guerra nell'estate del 1812. Fu probabilmente la prima nave corsara americana a riportare un bottino, e fece altre 20 catture prima di naufragare nella baia di Fundy nel 1814. La nuova Fame è una replica in scala reale di questa famosa scuna, ed è stata varata nel 2003. Ora è attraccata nel Pickering Wharf Marina di Salem, dove porta il pubblico pagante in crociera sullo stretto di Salem.
Il Peabody Essex Museum è un importante museo di arte e cultura asiatica e dei primi commerci marittimi americani e di caccia alle balene; le sue collezioni di arte indiana, giapponese, coreana e cinese, e in particolare porcellane da esportazione cinesi, sono tra le più belle del paese. Fondato nel 1799, è uno dei più antichi musei ininterrottamente operativi negli Stati Uniti. Il museo possiede e propone in visita una serie di case storiche nel centro di Salem. Nel 2003 ha completato una massiccia ristrutturazione ed espansione, progettata dall'architetto Moshe Safdie, e ha trasferito una casa cinese di 200 anni e 16 stanze dalla contea di Xiuning, nel sud-est della Cina, ai terreni del museo.

## Cultura
Il mercato degli agricoltori di Salem ha una tradizione che risale al 1634. Con il suo picco intorno al 1930, in cui più di 40 fornitori di beni venduti in "stalli pieghevoli di legno", circa 10.000 persone hanno visitato il mercato in un singolo giorno di sabato. Nei primi anni settanta il mercato è stato chiuso e la Salem Redevelopment Authority ha ridisegnato la piazza in quella che noi oggi conosciamo come Derby Square.

### Chiesa cristiana avventista
La Chiesa cristiana avventista (Advent Christian Church oppure Advent Christian General Conference), che è una chiesa millerita dei cristiani avventisti fondata solo unicamente sugli insegnamenti del predicatore battista William Miller, nacque a Salem nel 1860 dalla fusione dell'Unione della vita e dell'avvento di George Storrs con l'Associazione cristiana avventista.

### Università di Stato
L'Università di Stato di Salem (Salem State University) fu fondata nel 1854 come Scuola Normale di Salem e si trova a circa quindici km a nord di Boston. Ad essa sono iscritti più di 10.000 studenti universitari provenienti da 27 stati e 57 paesi stranieri. Dal 1968 al 2010 l'istituto è stato nominato Salem State College. L'università offre titoli di bachelor e di master in Arti e Scienze, Master of Business Administration e rilascia certificati di Master in più di 40 discipline accademiche. Inoltre, l'università offre anche corsi di formazione continua per il credito ed altre materie.

## Immagini dei palazzi di Salem

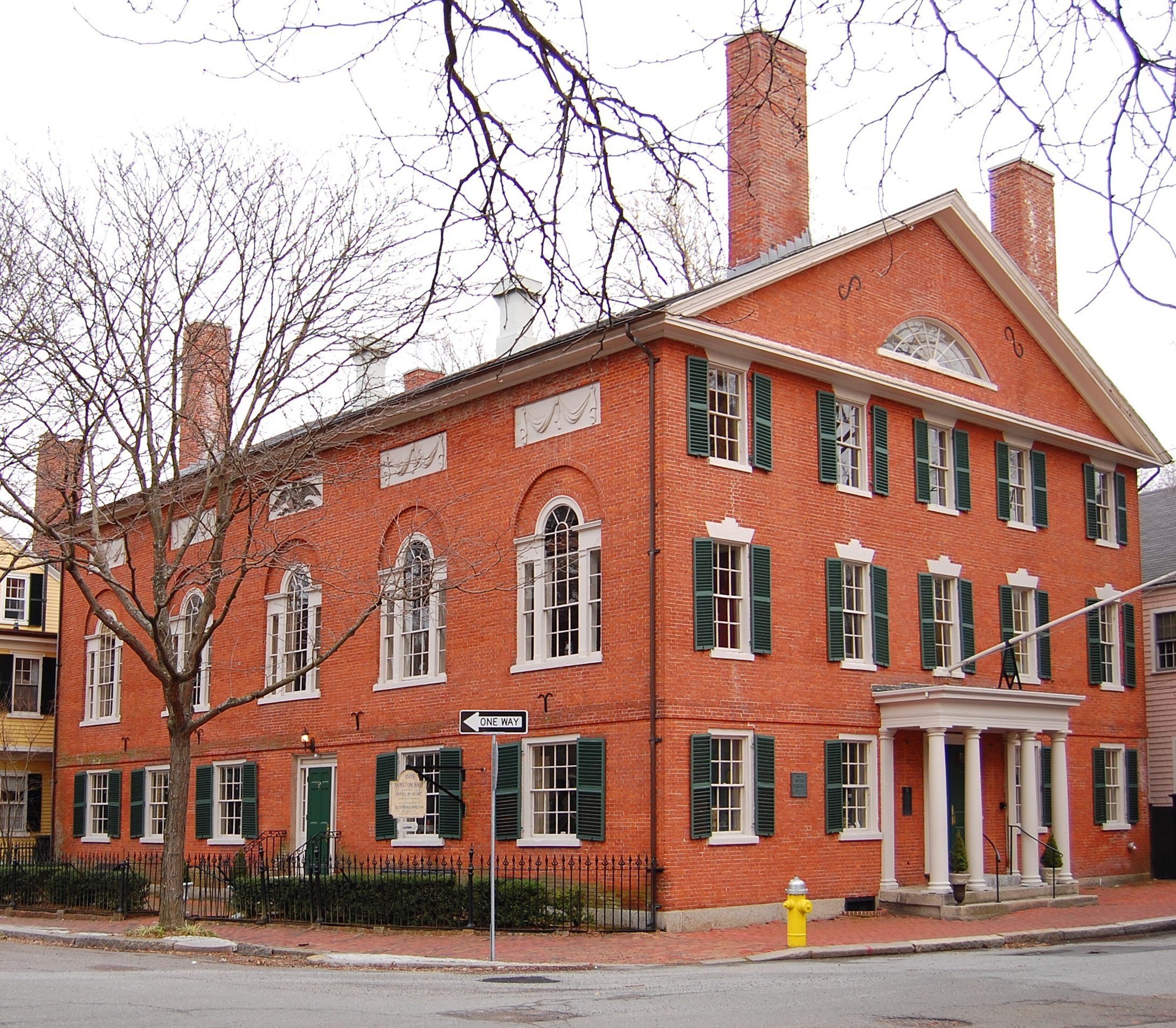
Sala Hamilton
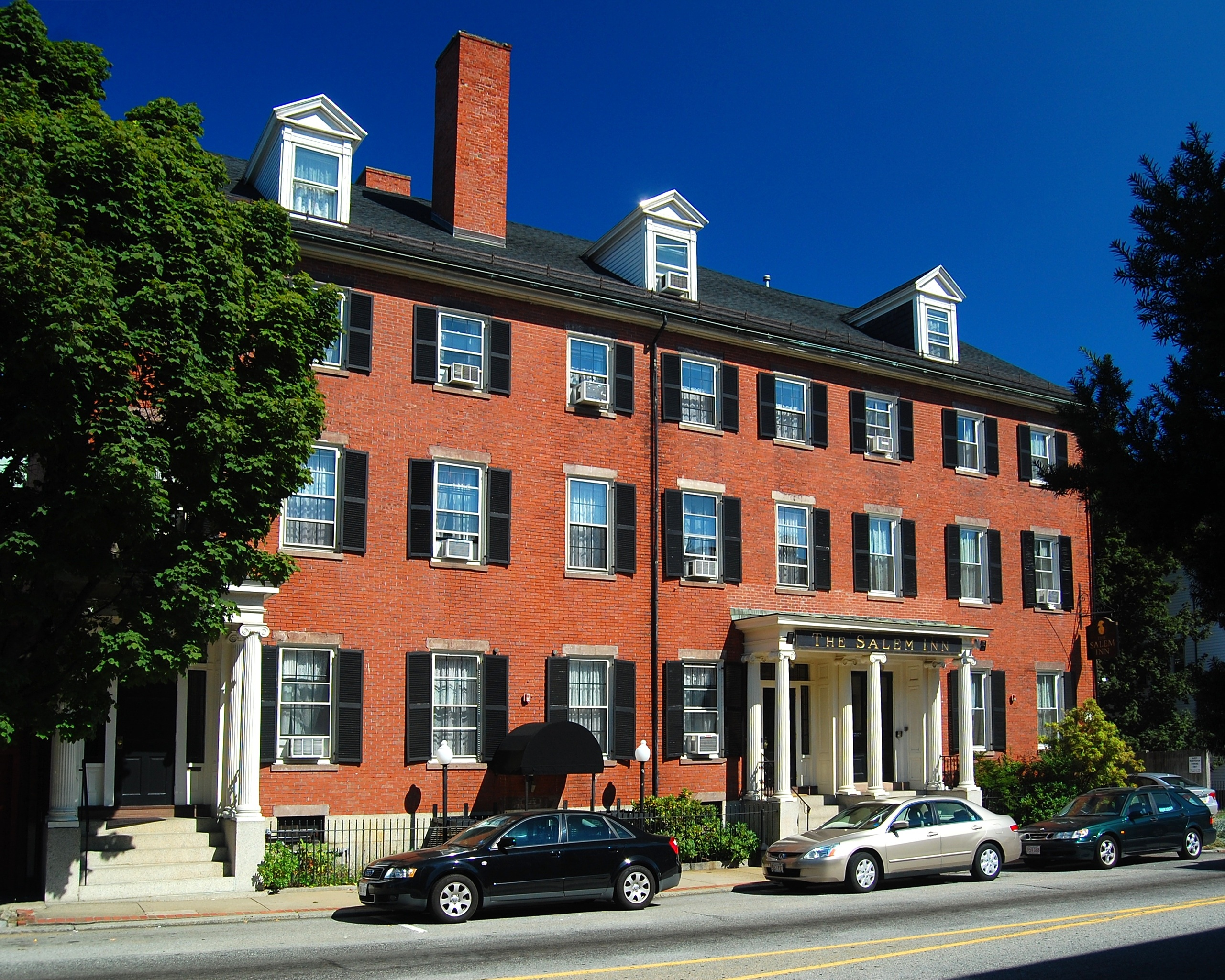
Locanda di Salem, Estate street
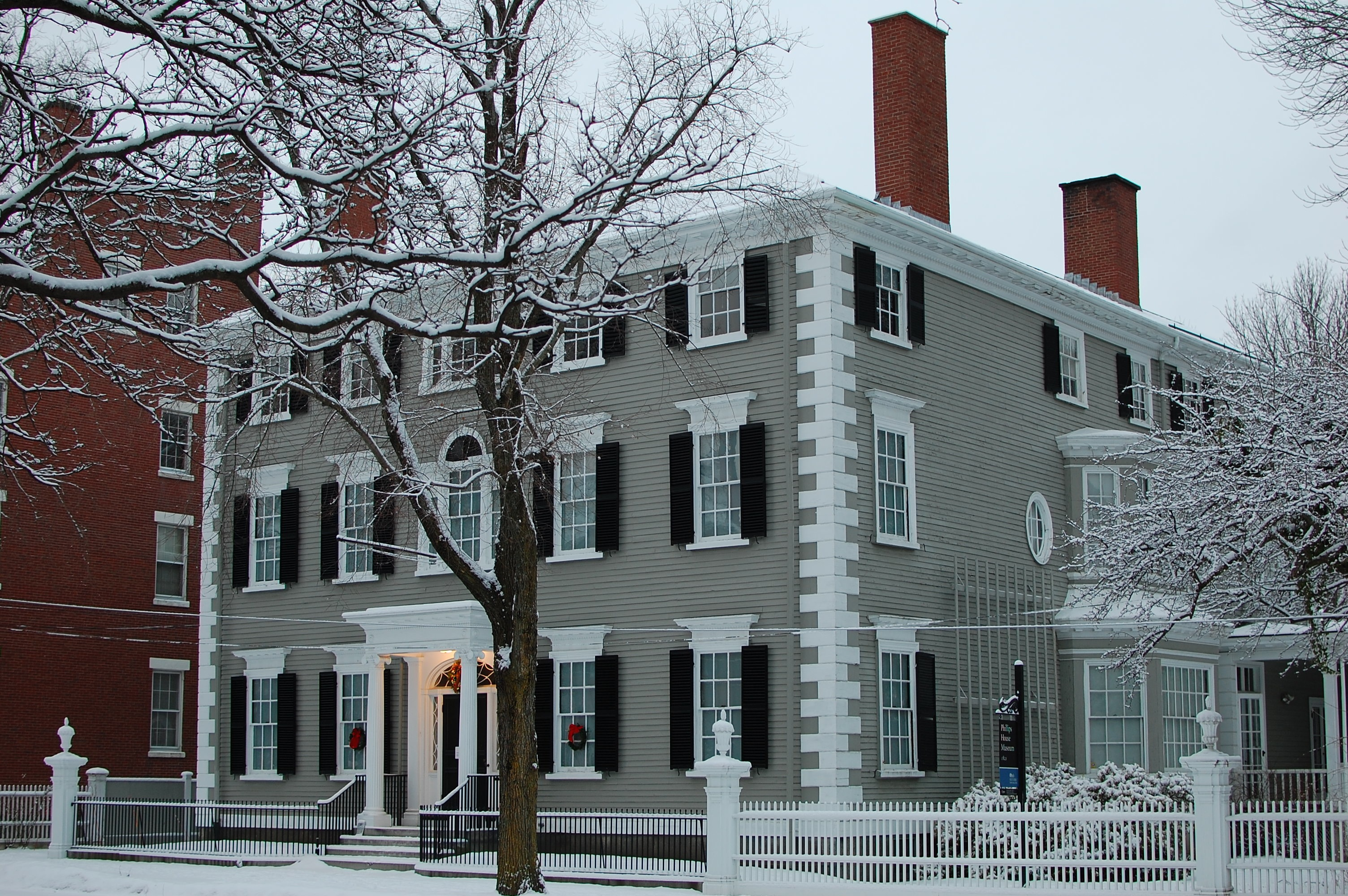
Palazzo Stephen Phillips - 34 Chestnut street
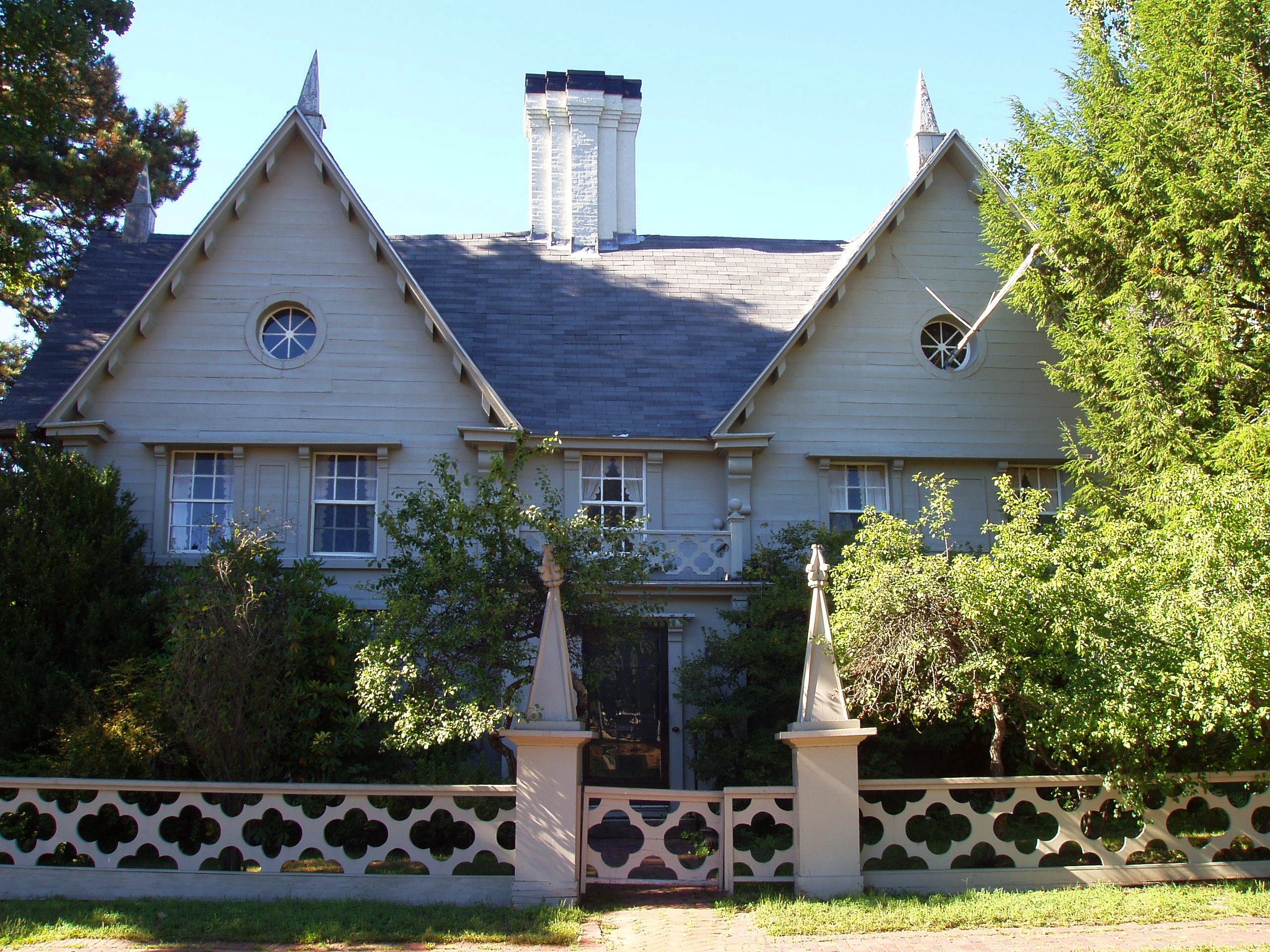
Palazzo Pickering - 18 Broad street
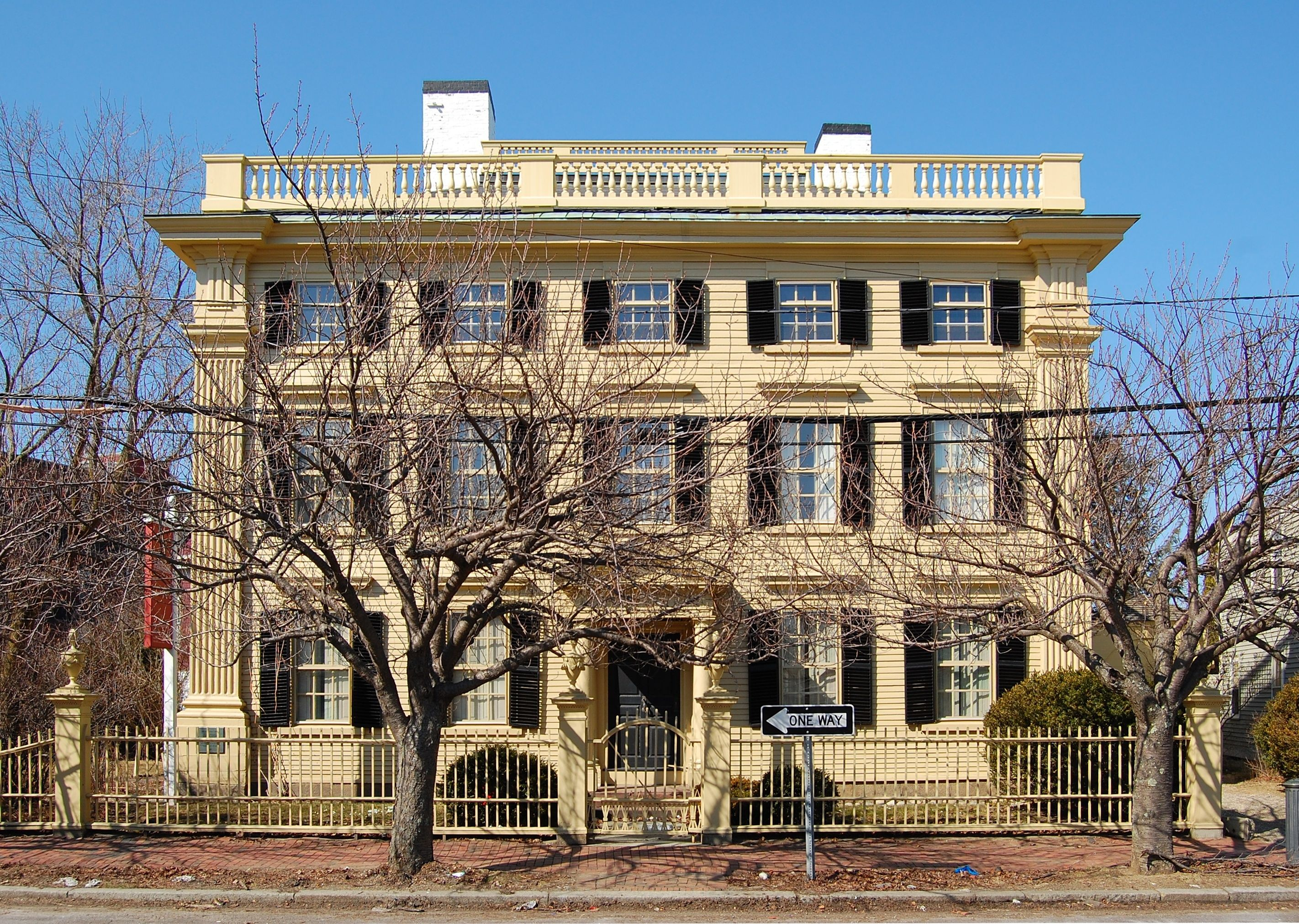
Palazzo Peirce Nichols
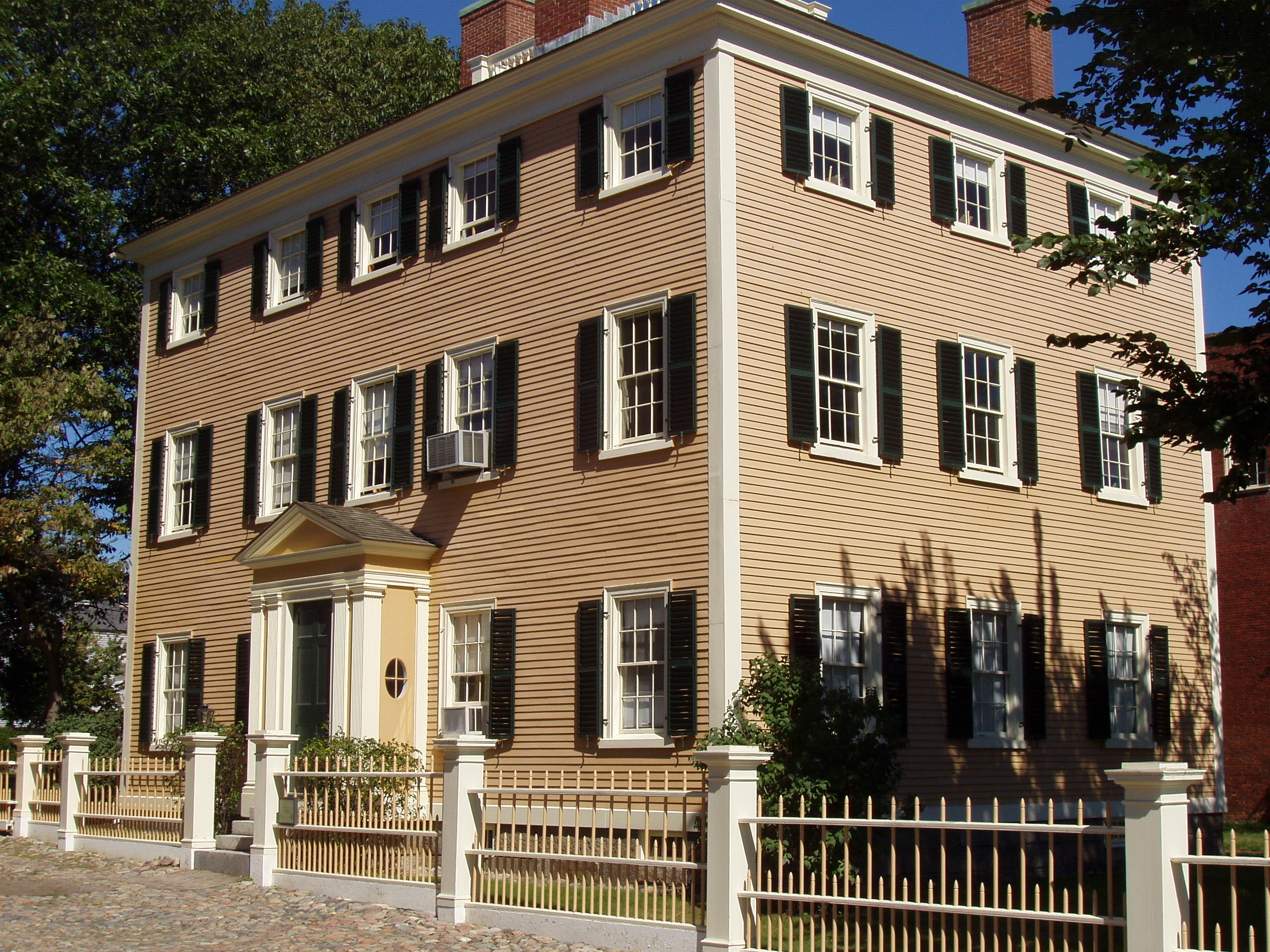
Palazzo Hawkes
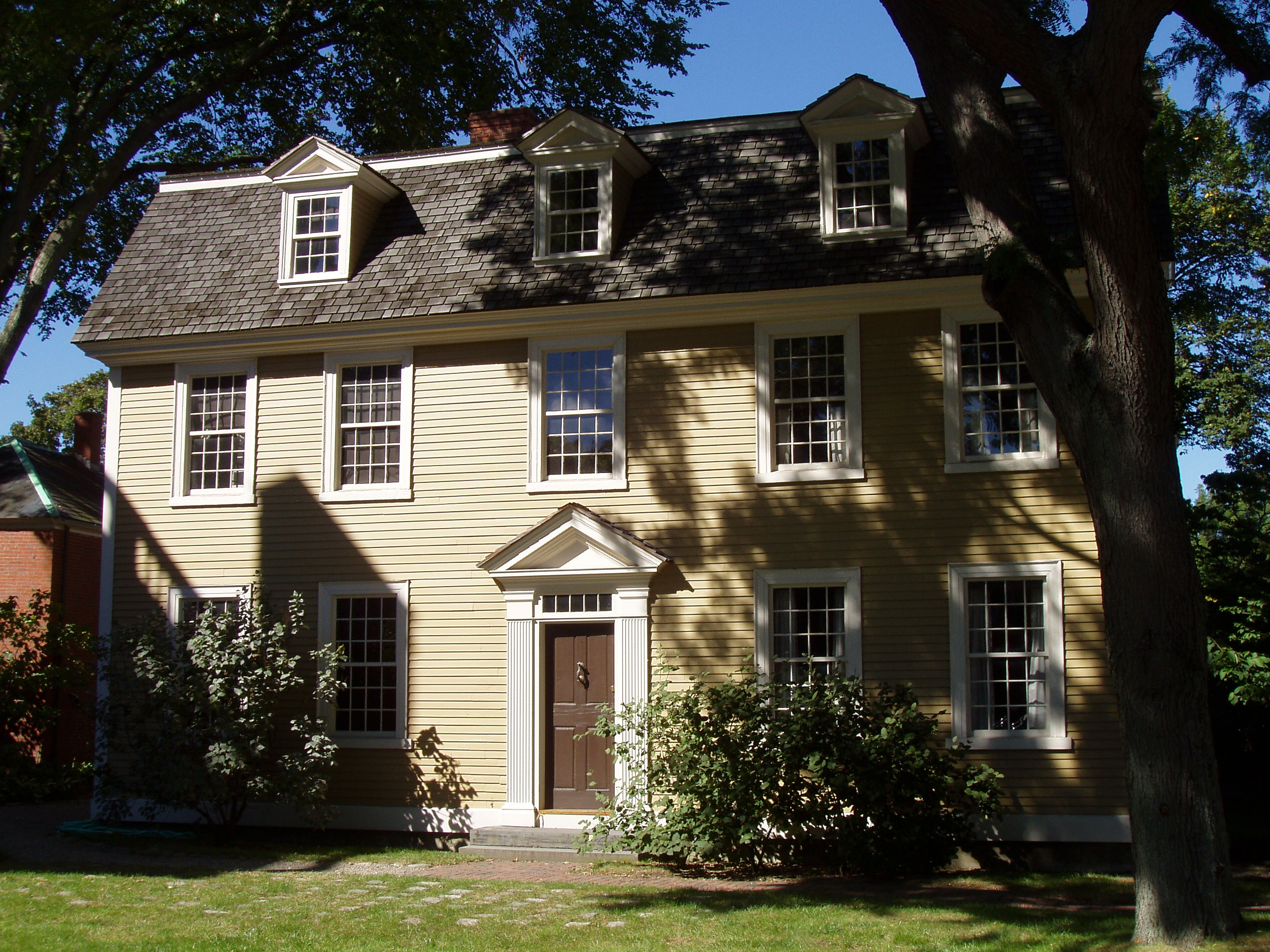
Palazzo Crowninshield-Bentley
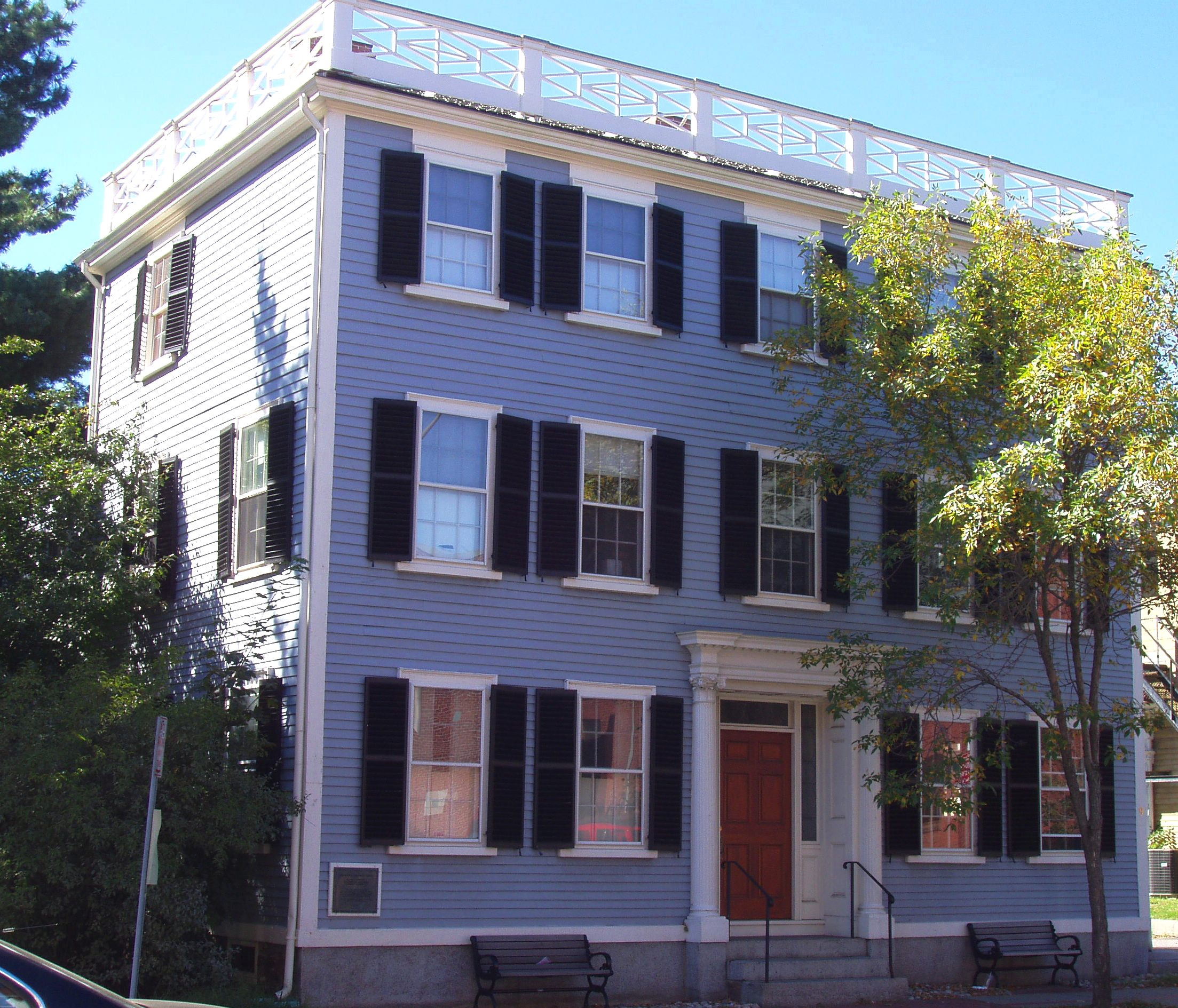
Palazzo Nathaniel Bowditch
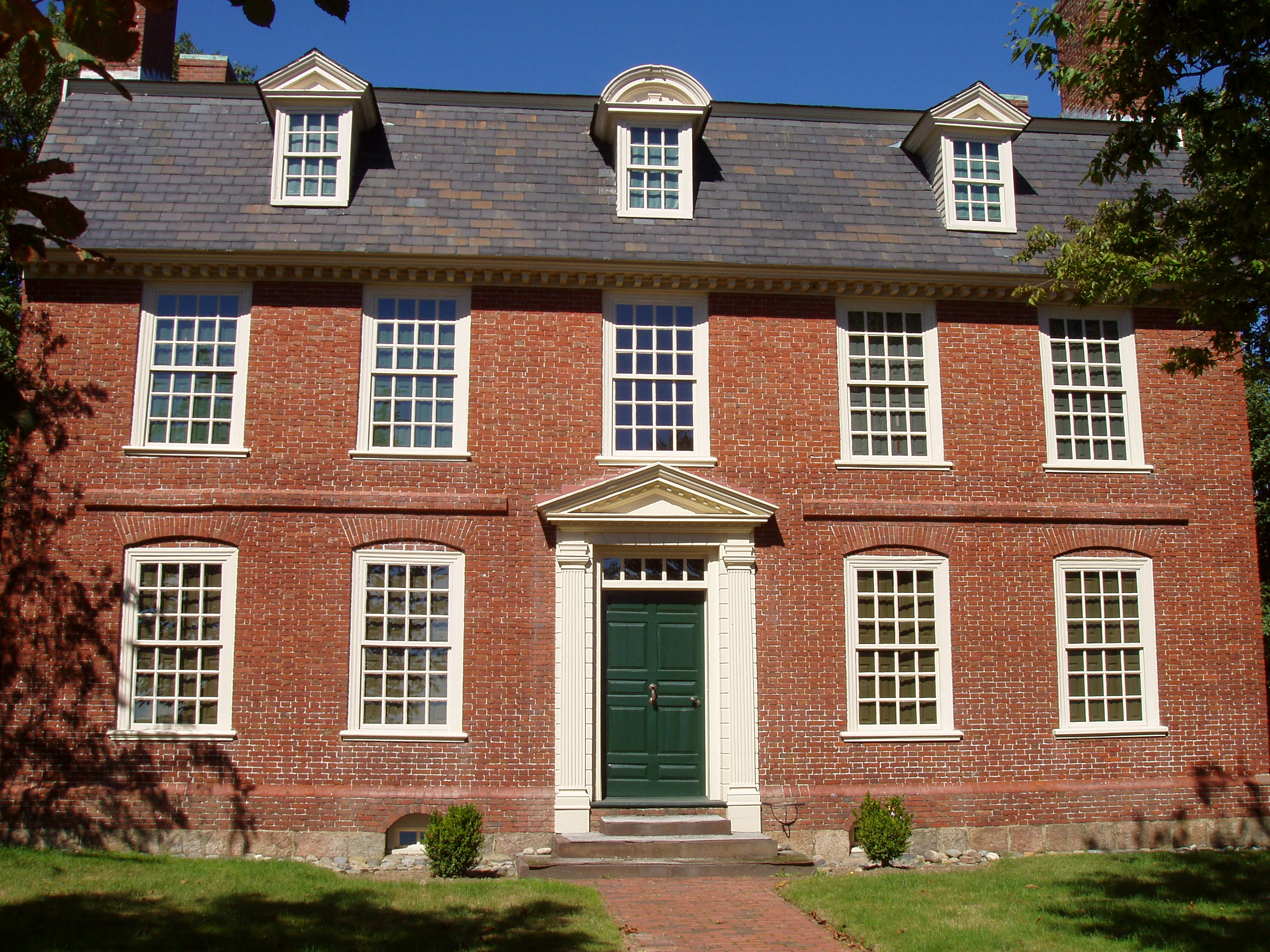
Palazzo Derby
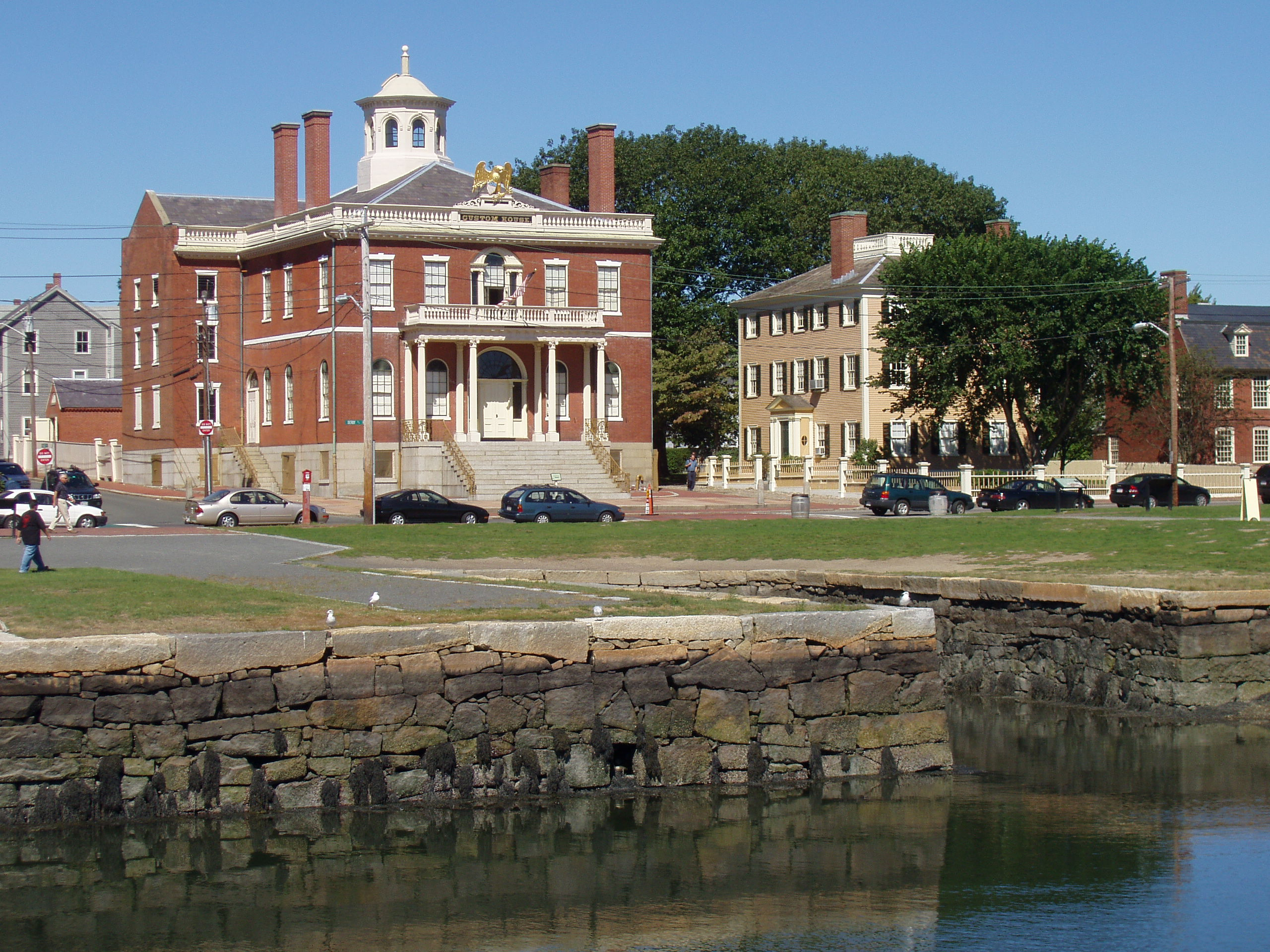
Dogana - Porto di Salem
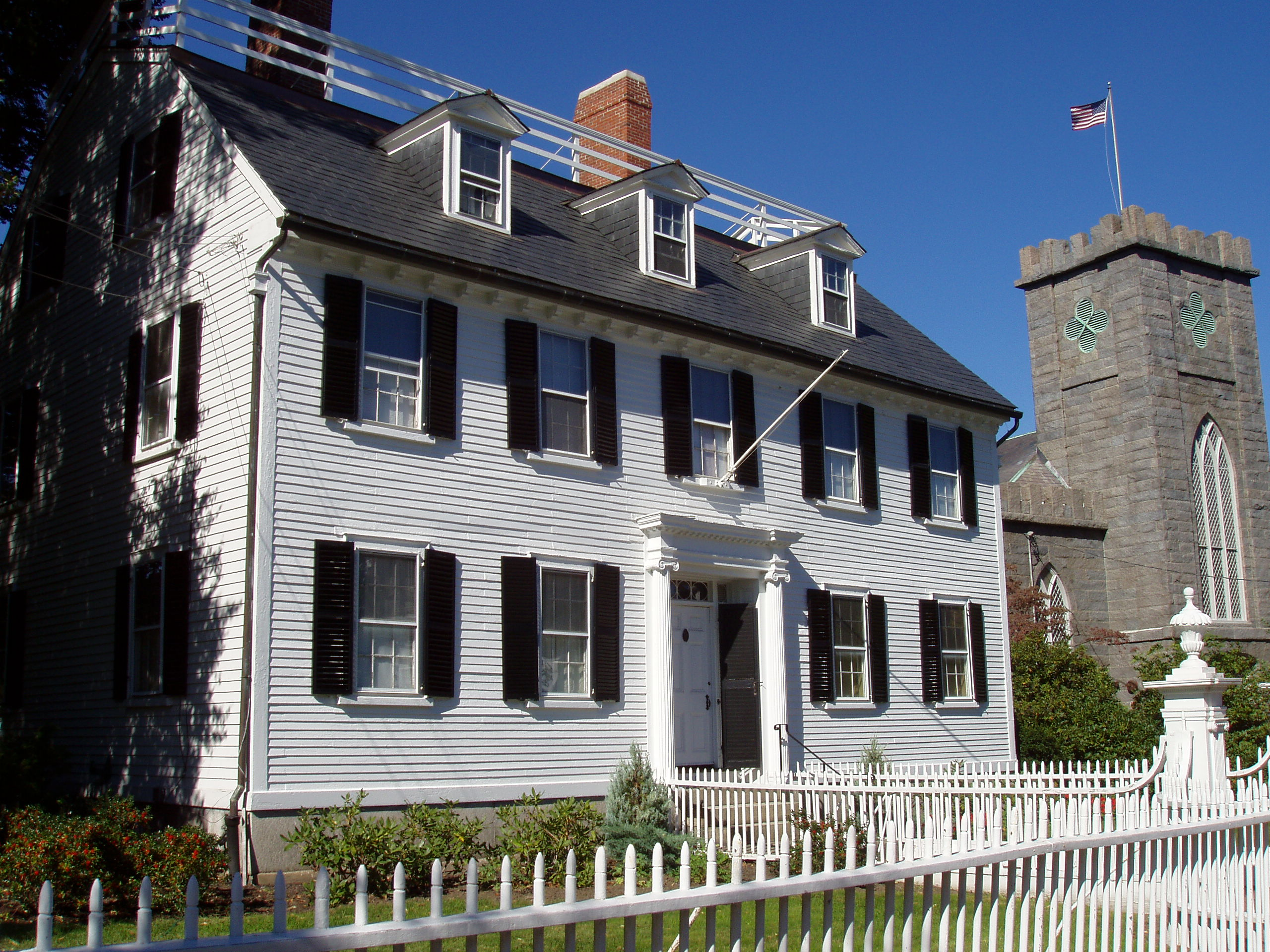
Palazzo Ropes
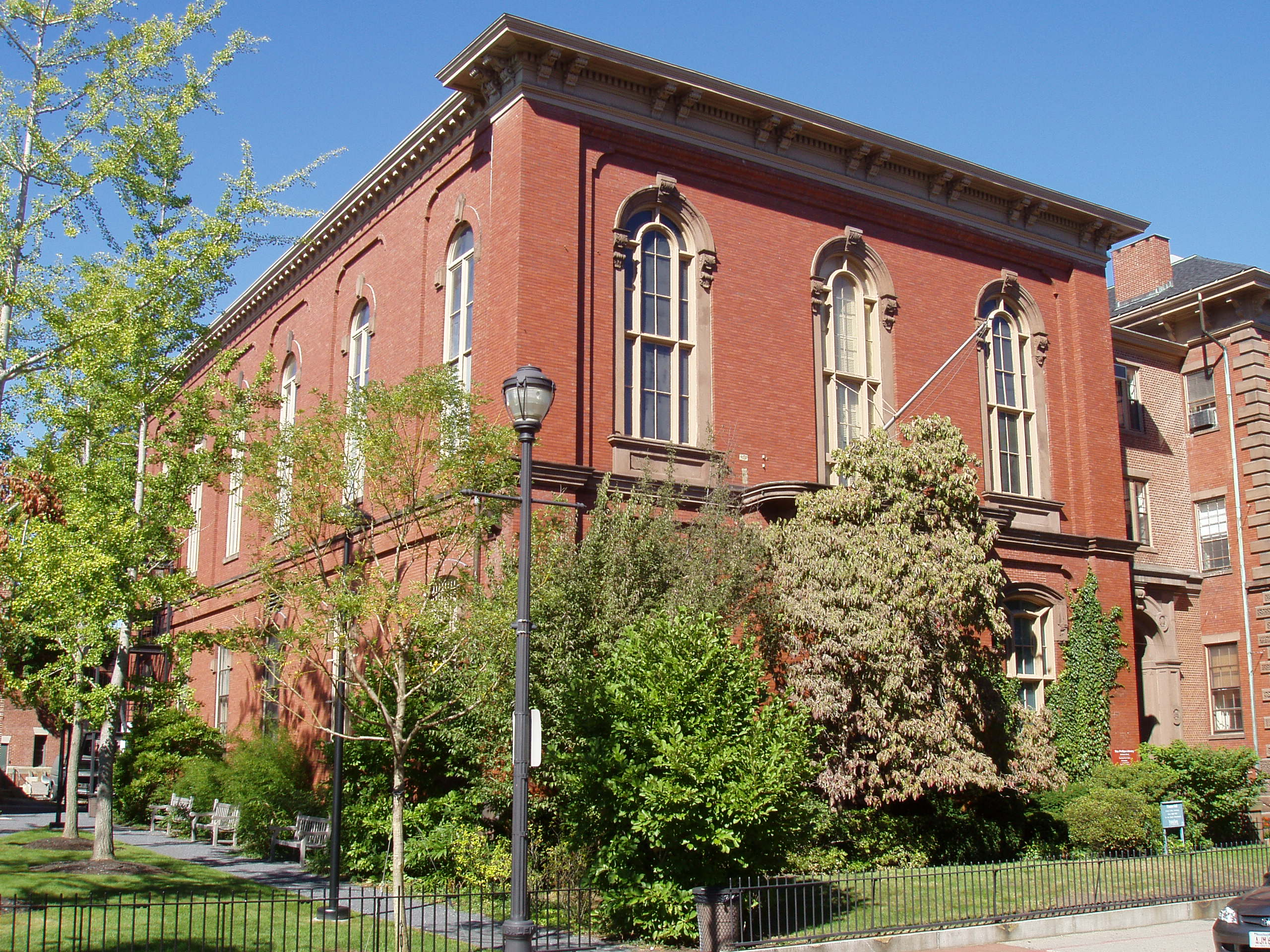
Sala Plummer
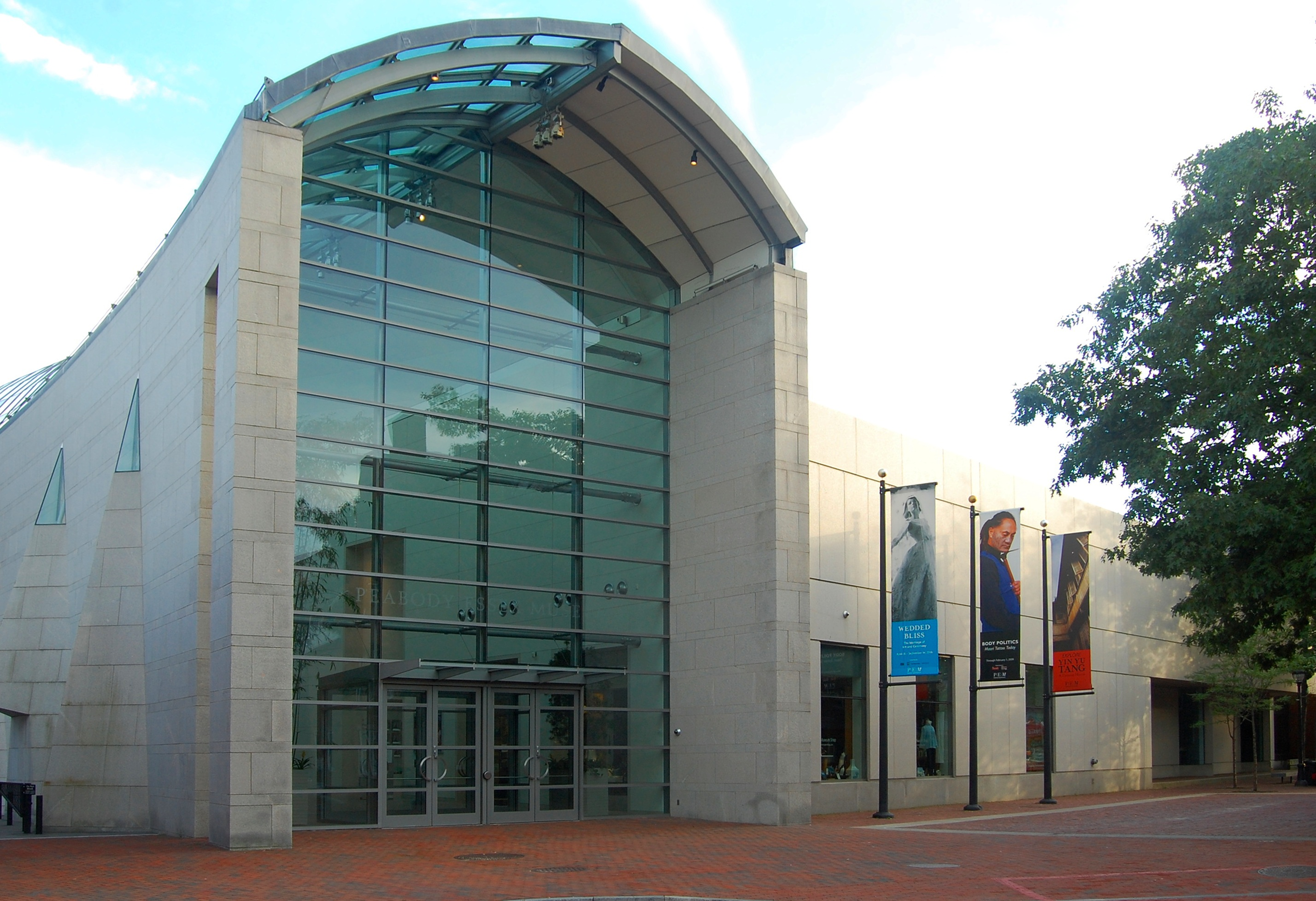
Museo Peabody Essex
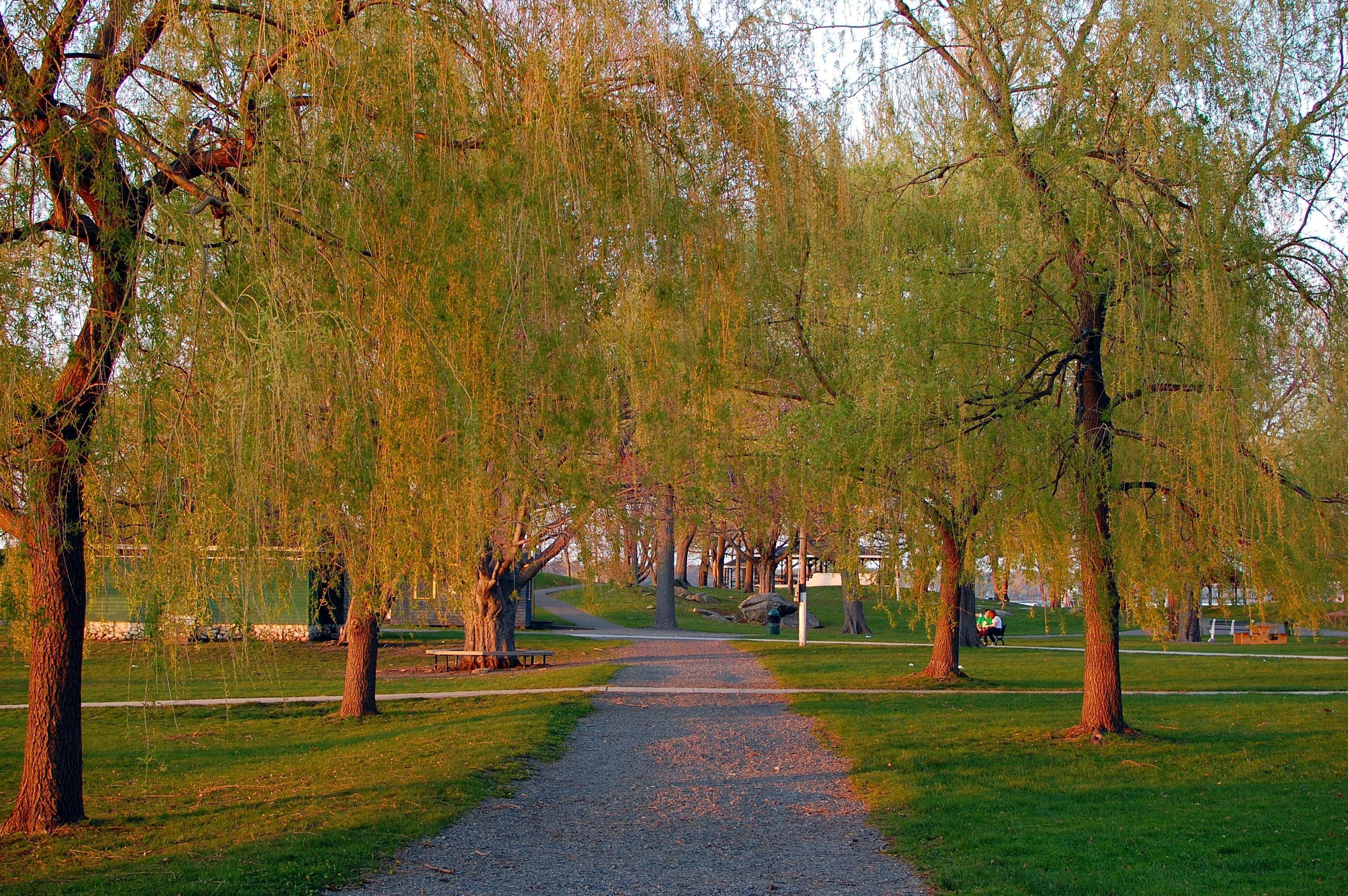
Salem Willows
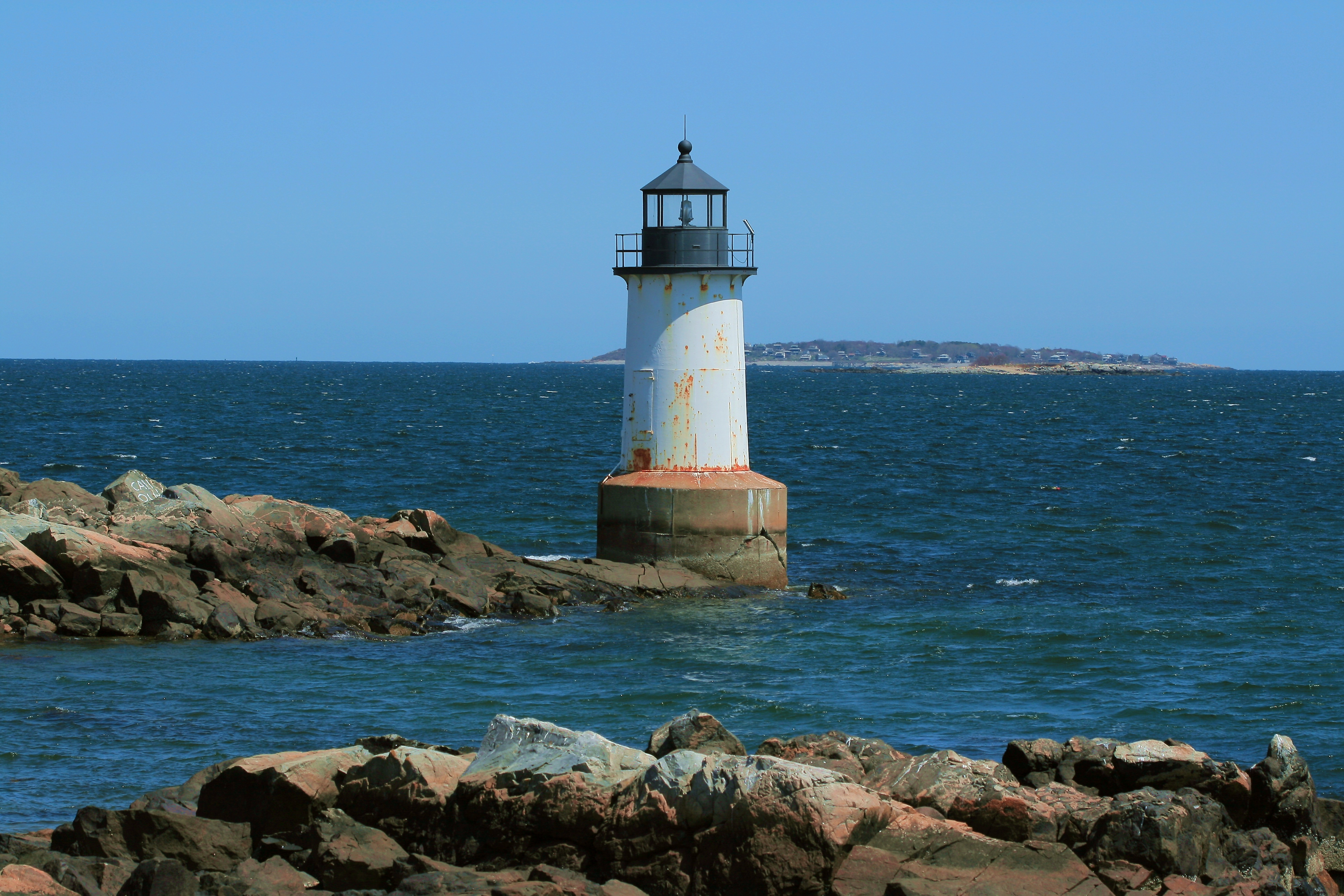
Faro del porto di Salem